# 白花砂珍棘豆
白花砂珍棘豆（学名：Oxytropis racemosa f. albiflora）为豆科棘豆属砂珍棘豆下的一个变型。